# Bence közlekedik
A Bence közlekedik 1991, majd 1993 és 1994 között bemutatott magyar rajzfilmsorozat, amelynek írója Csóti Ferenc. Az animációs játékfilm rendezője és forgatókönyvírója Pál Nagy Balázs, producere Mikulás Ferenc, zeneszerzője Pethő Zsolt. A VHS kazettákon megjelent, de a tévében, reklámblokkokban is sugárzott rövidfilm (korabeli társadalmi célú reklám) a Kecskeméti Film gyártásában készült.

## Cselekmény
Bence ma először megy iskolába, ahova édesapja elkíséri. A kisfiú menet közben tanulja meg a gyalogos közlekedés legfontosabb alapszabályait. Az úton visszaemlékszik a nyári szünetben falun töltött napokra, ahol járdán, gyalogúton és útpadkán közlekedett. Megismerkedik az aluljáróval, a sétálóutca sajátosságaival, az úton való átkelés szabályaival. Rádöbben a kölcsönös segítség fontosságára.

## Alkotók
- Író: Csóti Ferenc
- Rendező, forgatókönyvíró és figuratervező: Pál Nagy Balázs
- Zeneszerző: Pethő Zsolt
- Szakértő: Dr. Binder Károly, Virágh Sándor
- Operatőr: Bacsó Zoltán
- Hangmérnök: Zsebényi Béla
- Hangrendező: Kiss Beáta
- Vágó: Szarvas Judit
- Hangvágó: Völler Ágnes
- Háttérfestők: Miklós Árpád, Neuberger Gizella
- Mozdulattervezők: Dékény Ferenc, Horváth Mária, Kriskó Katalin, Vágó Sándor
- Rajzolók: Bottlik Anna, Csányi Sándor, Farkas Ildikó, Kovács István, Lakatos Ervin, Mérey Zsuzsanna, Nagy Tünde, Nyúl Zsuzsanna, Pál Erika, Temesvári Csilla
- Kifestők: Bankovics Éva, Bársony Ibolya, Greksza Ágnes, Gulyás-Kis Ágnes, Kő Edit, Siba Andrea, Tóth Szilvia
- Gyártásvezető: Vécsy Veronika
- Produkciós vezető: Mikulás Ferenc

Készítette a Kecskeméti Film

## Szereplők
- Bence: Simonyi Balázs
- Bence apja: Márton András
- Bence nagypja: Komlós András
- Roska bácsi: Eperjes Károly
- Rövidlátó férfi: Varga T. József
- Dorka: Szentesi Dorottya
- Dorka anyja: Dallos Szilvia
- Gergő: Szentesi Gergő
- Gergő anyja: Fazekas Zsuzsa